# Petite-Bourgogne
Pour les articles homonymes, voir Bourgogne.
La Petite-Bourgogne (anciennement la ville de Sainte-Cunégonde) est un quartier de l'arrondissement du Sud-Ouest de la ville de Montréal. Il est situé au nord du canal de Lachine, voisin de Saint-Henri à l'ouest et de Pointe-Saint-Charles au sud.

## Géographie

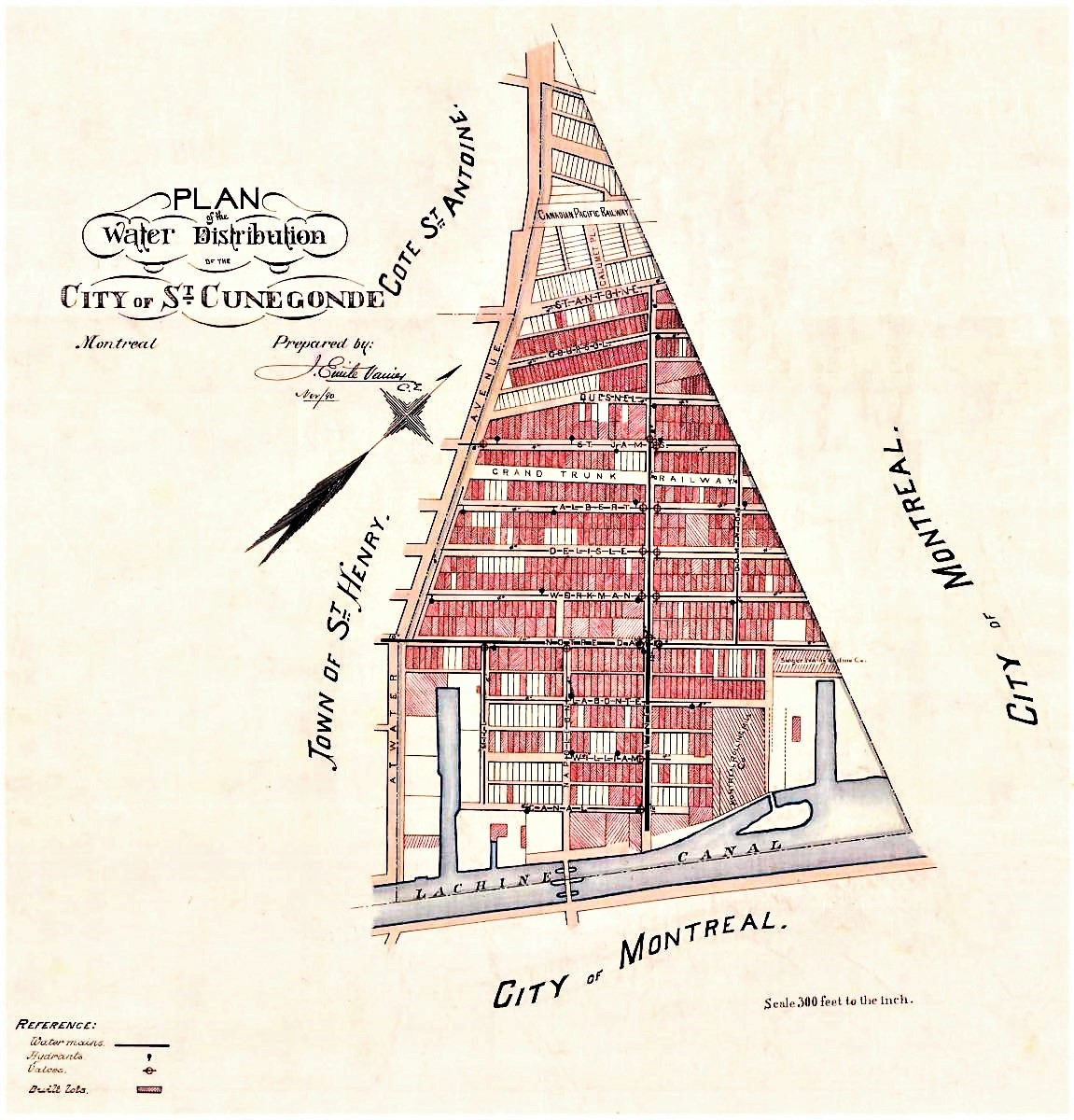
Carte de 1890

Le quartier se définit approximativement comme suit : jusqu'à l'avenue Atwater à l'ouest, la rue Saint-Antoine au nord, la rue Guy à l'est et le canal de Lachine au sud.
Les quartiers limitrophes sont l'arrondissement Ville-Marie au nord et au nord-est, Griffintown au sud-est, Pointe-Saint-Charles au sud et Saint-Henri à l'ouest.

### Subdivision statistiques
En 2016, La Petite-Bourgogne était divisée en 18 aires de diffusion : 24661109, 24661110, 24661111, 24661113, 24661114, 24661116, 24661117, 24661118, 24661119, 24661120, 24661121, 24661122, 24661123, 24661124, 24663434, 24663436, 24663443, 24663445.

## Historique
Les théories diffèrent quant à l'origine du nom Petite-Bourgogne. Une carte cadastrale de 1855 identifie un terrain connu sous le nom de Bourgogne, appartenant aux héritiers du défunt notaire et juge de paix Louis Guy (en). Le terrain correspond au quadrilatère actuel des rues des Seigneurs, Notre-Dame, Saint-Martin et Saint-Antoine.
À vocation essentiellement agricole jusqu'en 1810, le quartier connaissait les débuts de son urbanisation sous le nom de faubourg Saint-Joseph, une expansion de la ville de Montréal en dehors des murs de la cité. Le secteur de la place Richmond fut bâti en 1819.
Le développement économique connaît un élan au milieu du XIXe siècle : la construction du canal de Lachine de 1821 à 1825 attire de nombreuses industries lourdes, notamment les ateliers du chemin de fer Canadien Pacifique et l’usine de la Steel Company of Canada (Stelco). Le Canal de Lachine est doublé de taille lors de son premier élargissement puisque les bateaux qui s’y déplaçaient étaient de plus en plus gros. Les travaux furent réalisés par de la main d’oeuvre venant surtout de l’Irlande et qui complétèrent l’élargissement manuellement et à l’aide d’outils de base. Cela créa le premier boom industriel de la ville de Montréal. En effet, l’augmentation du débit de l’eau créée par l’élargissement du canal amènera une nouvelle source d’énergie hydraulique qui encouragea les industries à s’établir dans le secteur.Un quartier résidentiel s’érige au nord des usines entre 1857 et 1864; d'abord partie de la paroisse de Saint-Henri-des-Tanneries, il se constitue comme le village de Delisle en 1864. Le village prend le nom de Sainte-Cunégonde en 1876 et devient une ville en 1884. Le nom commémore sainte Cunégonde de Luxembourg, épouse de l’empereur romain germanique saint Henri II, en référence à la paroisse avoisinante de Saint-Henri.
Le développement industriel du canal de Lachine attire de nombreux commerces de prestige au quartier de Saint-Joseph au long de la rue Notre-Dame. Plusieurs des somptueux édifices construits pour les accueillir subsistent aujourd’hui et logent le Quartier des antiquaires.
Les limites de la ville de Sainte-Cunégonde sont définies par le canal de Lachine, l’avenue Atwater, le boulevard Dorchester (aujourd’hui René-Lévesque) et une ligne droite tracée entre l’angle de l’avenue Atwater et de la rue Tupper jusqu’au bassin du canal à l’ouest de l’écluse Saint-Gabriel, la limite de la ville de Montréal. Le quartier Saint-Joseph est défini par cette limite, la rue Saint-Antoine, le square Victoria, la rue McGill et la rue Notre-Dame. À cette époque, le chemin de fer Grand Trunk traverse le secteur et termine à la gare Bonaventure, à l’emplacement présent du Planétarium de Montréal. L’ancien hôtel de ville de Sainte-Cunégonde subsiste toujours rue Vinet; il a été converti en bibliothèque et centre communautaire.
À partir de 1887, la Petite-Bourgogne acquiert son caractère unique de foyer de la communauté noire anglophone de classe ouvrière à Montréal. Sainte-Cunégonde, sise près des gares principales de Montréal et plaque tournante de l’industrie ferroviaire pan-canadienne, accueille de nombreux travailleurs ferroviaires afro-américains, afro-canadiens de Nouvelle-Écosse et afro-caribéens des Antilles britanniques. Ces derniers constitueront finalement 40 % de la population noire de Montréal.

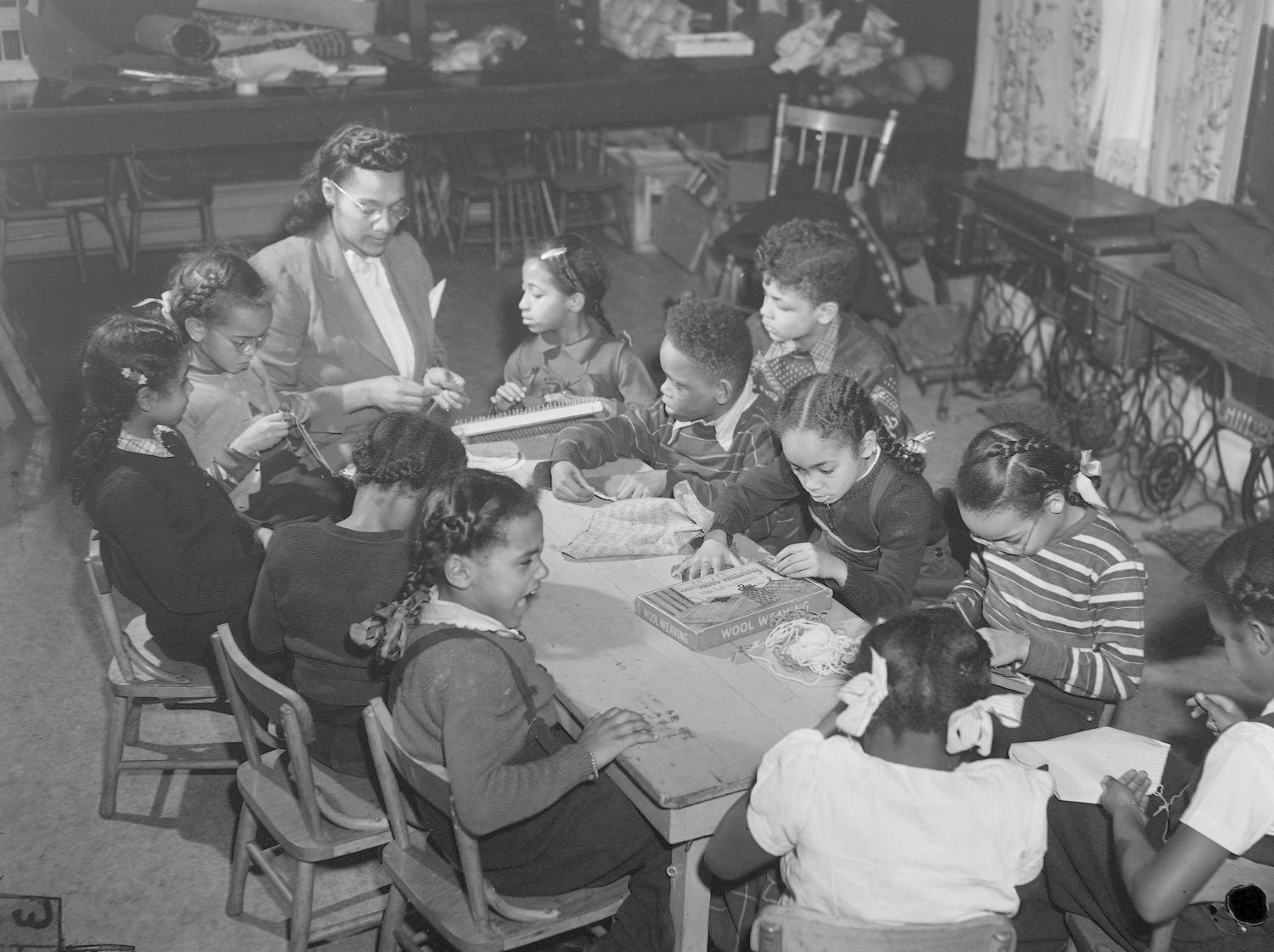
Centre communautaire des Noirs

Pour combattre la pauvreté et le racisme, la communauté noire naissante se dote de nombreux organismes sociaux : le Women’s Coloured Club of Montreal en 1902, la Union United Congregational Church (en) (aujourd’hui l’Église unie Union) en 1907, et le Negro Community Centre (Centre communautaire des Noirs) en 1927.
En 1906, Sainte-Cunégonde est la première ville majoritairement francophone qui établit une bibliothèque municipale, soit la bibliothèque publique et gratuite de Sainte-Cunégonde.
Sainte-Cunégonde fusionne avec la ville de Montréal en 1906. Le quartier de la Petite-Bourgogne devient fameux comme origine de nombreux musiciens important du jazz. Durant la Prohibition aux États-Unis et la période de Montréal comme ville ouverte avant le règne du maire Jean Drapeau, la Petite-Bourgogne accueille de nombreuses boites de nuit très appréciées mettant en vedette des interprètes locaux et internationaux. Notamment, la boite de nuit Rockhead's Paradise, dont le propriétaire d'origine jamaïcaine Rufus Rockhead est commémoré par un nom de rue. Oscar Peterson et Oliver Jones sont les musiciens les plus connus issus de la Petite-Bourgogne de l’ère bebop et post-bop.
Avec le début de la première guerre mondiale, les industries doivent produire davantage et plusieurs usines ouvrent leurs portes. Plusieurs femmes sont alors engagées pour répondre à la demande, ce qui amène un grand essor économique dans les quartiers ouvriers de Montréal. Les femmes travaillent surtout dans les industries du textile, de la confection, du cuir et du tabac. L’arrivée des femmes sur le marché du travail augmente leur pouvoir d’achat ce qui stimula l’économie de Montréal.
Or, déjà déstabilisée par la Grande Dépression de l’entre-deux-guerres, la Petite-Bourgogne est lourdement touchée, comme tout le secteur du canal de Lachine, par le parachèvement de la voie maritime du Saint-Laurent en 1956 et la fermeture du canal en 1970. Peu à peu, de nombreuses industries abandonnent le quartier pour les banlieues. En 1966, la ville de Montréal cible la Petite-Bourgogne d’un programme de renouvellement urbain; elle démolit de nombreux logements délabrés et construit des logements sociaux et revitalise d’autres secteurs. Les secteurs au nord de la rue Saint-Antoine sont démolis en 1970 pour faire place à l’autoroute Ville-Marie.
Le profil du quartier a subi des changements significatifs au cours des dernières années. Lors du recensement de 2006, les Canadiens noirs constituaient encore la minorité visible principale de la Petite-Bourgogne à l’ouest de la rue Guy; toutefois ils ne représentaient que 19 % de la population, alors que 49 % des résidents ne faisaient pas partie d’une minorité visible. En 2011, les communautés noires ne représentaient plus que 18.1 % de la population de la Petite-Bourgogne,.
Étant désigné comme un lieu historique national en 1929, le canal de Lachine est restauré entre 2000 et 2002 par Parcs Canada afin d'être rouvert à la navigation de plaisance. Depuis, le canal attire les visiteurs en étant propice aux activités sportives. La restauration du canal a permis de donner un second souffle plus moderne au canal. Récemment, le secteur de la Petite Bourgogne a connu plusieurs phases de gentrification, avec la construction de logements sur les anciennes cours de triage au cours des années 1980, et aux années 2000, la réouverture du canal de Lachine, la revitalisation du marché Atwater et l’expansion de l’École de technologie supérieure.

## Espaces verts
- Parc des Meubliers
- Parc Oscar-Peterson
- Parc des Jazzmen
- Parc Herb-Trawick
- Parc de la Stelco
- Lieu historique national du Canada du Canal-de-Lachine

## Établissements religieux

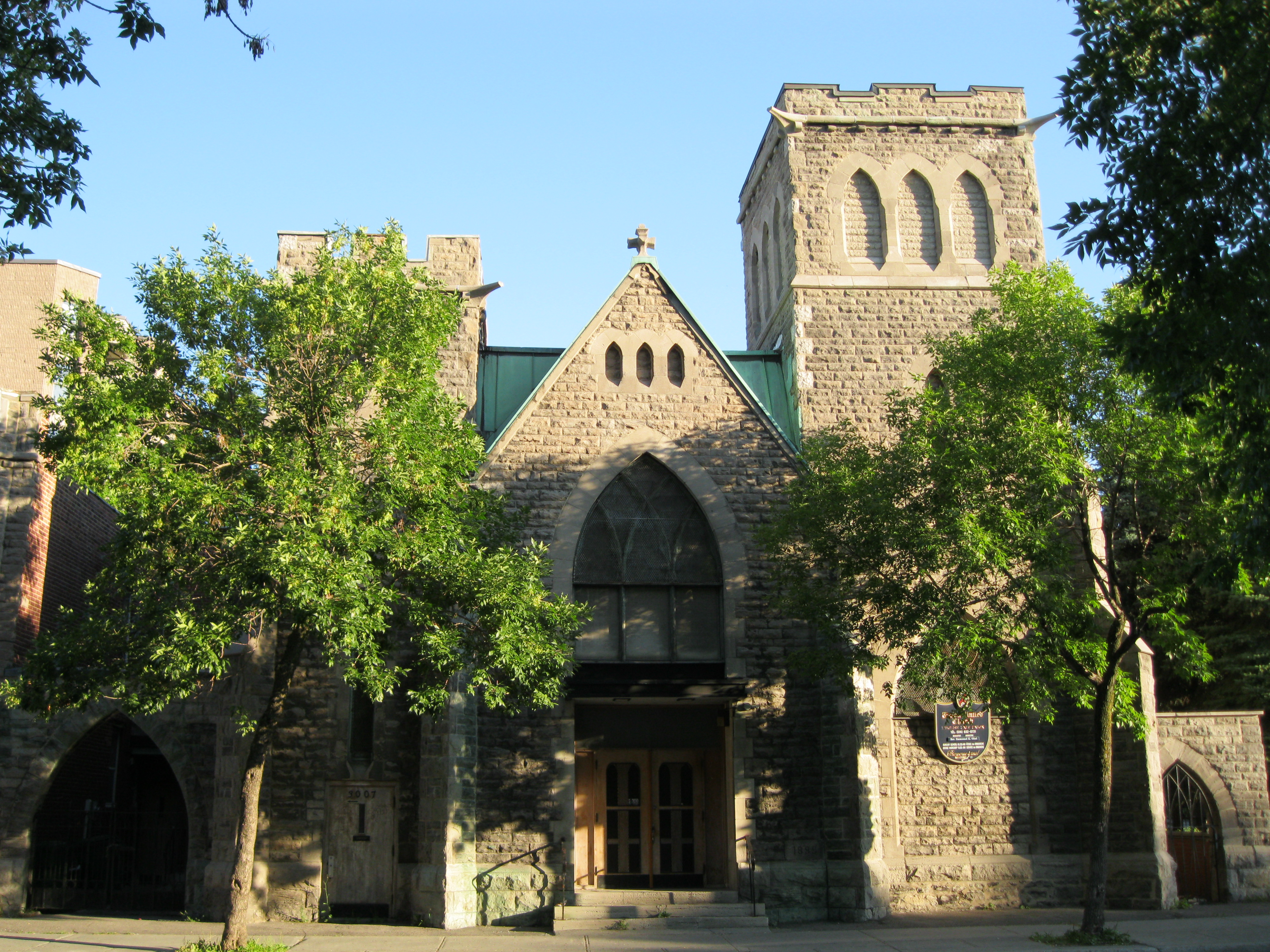
L'Église Unie Union

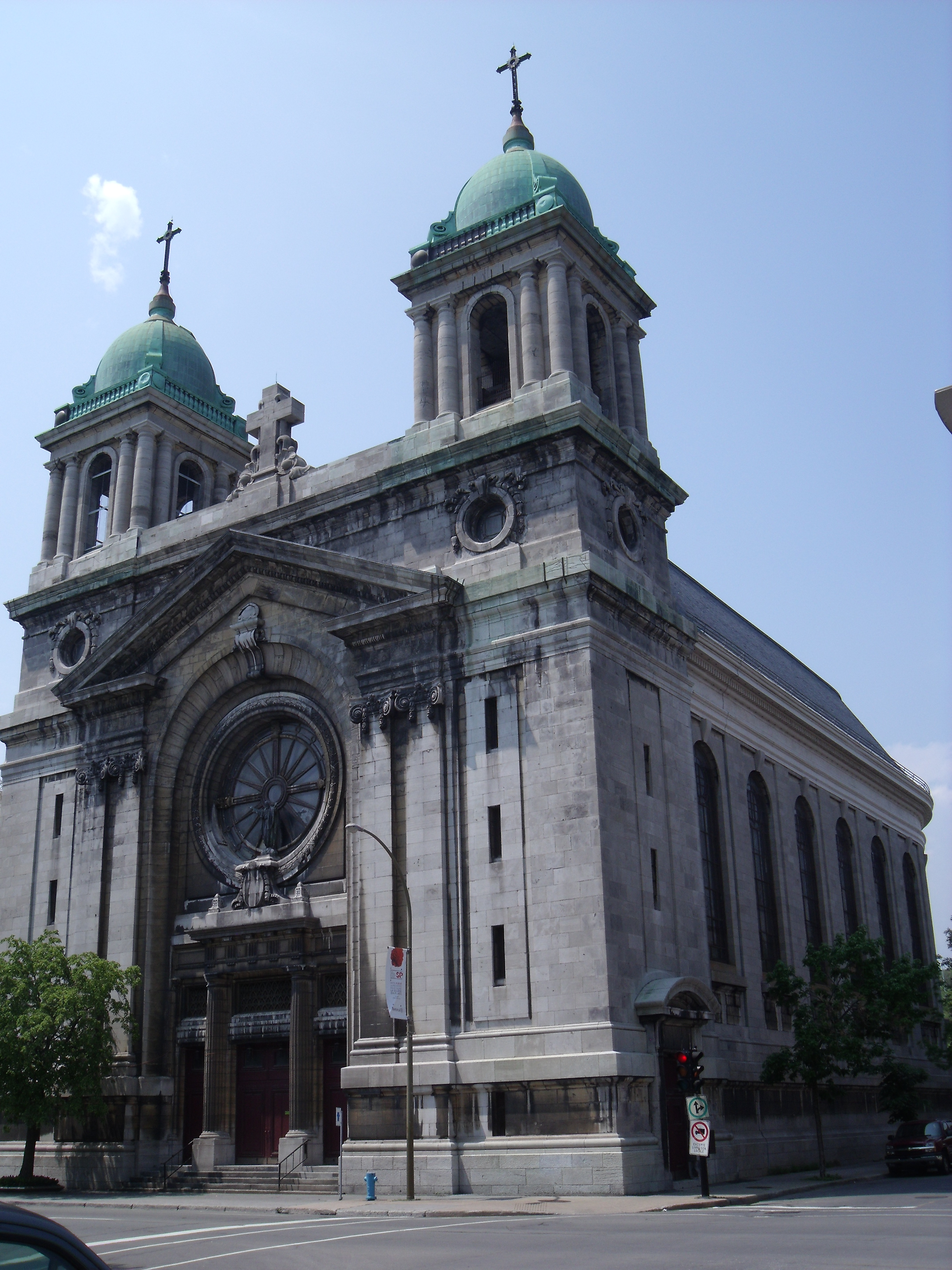
Église Sainte-Cunégonde (2012)

L'Église Union Unie (en) se trouve au 3007 rue Delisle.
L'église Sainte-Cunégonde se trouve au 2461 rue Saint-Jacques.
L'hospice Sainte-Cunégonde fut fondé par les Sœurs Grises en 1889, mais fut détruit en 1951 par un incendie.

## Économie
Vers 1898, parmi les plus grandes entreprises de Sainte-Cunégonde se trouvaient :
- Montreal Rolling Mills
- Singer Manufacturing Company
- Mitchell's Foundry
- Dominion Wadding Co.
- Mona Saw Mill
- Dominion Stamping Co[19]

## Personnalités
- Aegidius Fauteux, journaliste, bibliothécaire, essayiste et historien
- Oliver Jones, musicien de jazz
- Oscar Peterson, musicien de jazz
- Georges Vanier, soldat, diplomate, gouverneur général du Canada (né près de la rue qui porte son nom)
- Michaëlle Jean, journaliste, gouverneure générale du Canada
- Tyrone Benskin, député de Jeanne-Le Ber
- Louis Cyr, Athlète, Homme fort
- Edmond-Joseph Massicotte, illustrateur
- Réjean Ducharme, écrivain ayant vécu ses 25 dernières années rue Quesnel[20].

## Culture populaire
La série canadienne anglophone The Porter est grandement inspiré du quartier à l'époque des années 1920.